# Ингенхауз, Ян
Йоха́ннес (Ян) Ингенха́уз (Ингенго́ус) (нидерл. Johannes (Jan) Ingenhousz или Ingen-Housz, 8 декабря 1730, Бреда, Нидерланды, — 7 сентября 1799, Боувуд, Уилтшир, Англия) — голландский и английский физиолог, биолог и химик.
Наиболее известен как один из первооткрывателей фотосинтеза, так как доказал, что свет является необходимой составляющей процесса преобразования зелеными растениями углекислого газа в кислород. Также открыл присутствие процессов клеточного дыхания не только у животных, но и у растений. Проводил эксперименты с электричеством, изучал теплопроводность и химию. В 1785 году описал хаотическое движение частичек угольной пыли над парами этанола, что позволяет считать Яна Ингенхауза первооткрывателем Броуновского движения.
Совместно с Джозефом Пристли показал, что выдыхаемый животными углекислый газ поглощается растениями с выделением кислорода при участии солнечного света в процессе фотосинтеза; также обнаружил, что существует и противоположный, аналогичный дыханию животных процесс дыхания, то есть поглощения растениями кислорода и выделения углекислого газа, причем дыхание у зеленой части растения (содержащей хлорофилл) осуществляется в темноте, а у частей растения, не имеющих хлорофилла, — как в темноте, так и на свету.
Также был известен тем, что осуществил успешную прививку членов семьи Габсбургов в Вене против оспы в 1768 году, после которой стал частным советником и личным врачом Австрийской императрицы Марии Терезии.

## Биография

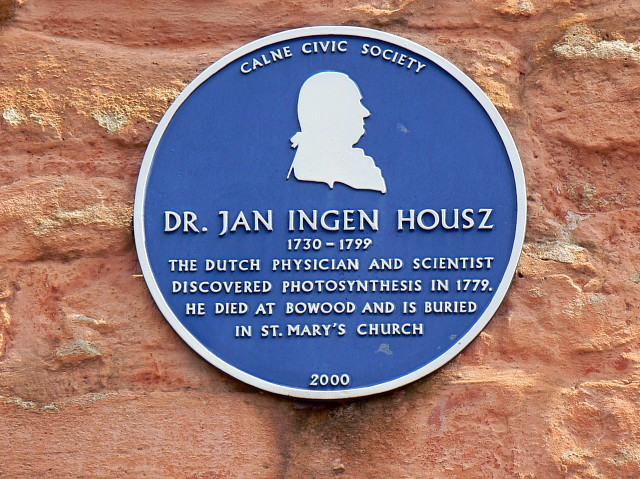
Мемориальная доска (blue plaque), ул. Черч, Кальне

Происходит из аристократического рода Ингенхаус. С 16 лет начал изучать медицину в Лёвенском университете, где в 1753 году получил степень доктора медицины. 2 года обучался в Лейденском университете, в котором посещал лекции Питера ван Мушенбрука, вызвавшие у Ингенхауса непрестанный интерес к электричеству. В 1755 году вернулся домой в Бреду, там начал вести общую медицинскую практику.
Умер в 1799 году в Боувуде, община Кальне, Великобритания. Похоронен во дворе церкви Святой Девы Марии. Его жена умерла в следующем году.

## Научная деятельность

### Оспа
После смерти отца в июле 1764 Ян отправился в путешествие по Европе для обучения, начиная с Великобритании, где он собирался узнать самые последние достижения по прививке против оспы. С помощью друга семьи, Джона Прингла, он быстро приобрел много ценных контактов в Лондоне и стал специалистом по прививкам. В 1767 году он привил 800 крестьян во время успешной борьбы с эпидемией в Хартфордшире. В 1768 году австрийская императрица Мария Терезия прочитала письмо Прингла об успехе в борьбе с оспой в Великобритании. Так как то время в Австрийской империи медицинский истеблишмент был категорически против прививок, она решила сначала сделать прививки всей своей семье (уже умер ее двоюродный брат) и запросила помощь британского королевского дома. По рекомендации Прингла Яна выбрали оказать помощь и отправили в Австрию. Ян планировал привить царскую семью уколом иглы с нитью, которые были покрыты возбудителем оспы из гноя зараженного человека. Прививка была успешной, и Ян стал придворным врачом Марии Терезии. Он поселился в Вене и в 1775 году там женился на Агате Марии Жако.

### Фотосинтез
В 1770-х годах Ингенхаус заинтересовался газовым обменом растений. К этому его побудила встреча с ученым Джозефом Пристли у него дома в Йоркшире 23 мая 1771. Пристли обнаружил, что растения производят и поглощают газы. В 1779 году Ингенхауз обнаружил, что в присутствии света зеленые части растений выделяют пузырьки, а в тени это явление прекращалось. Он идентифицировал выделяющийся газ как кислород. Также он обнаружил, что в темноте растения выделяют углекислый газ. Он понял также, что масса выделяющегося кислорода превосходит массу выделяющегося углекислого газа, что свидетельствует о том, что часть массы растения происходит из воздуха, а не только из воды и питательных веществ почвы.

### Другое
Кроме своей работы в Голландии и в Вене, Ингенхауз бывал во Франции, Великобритании, Швейцарии. Он проводил исследования в области электричества, тепла и химии. Был в тесной частой переписке с Бенджамином Франклином и Генри Кавендишем. В 1785 году он описал нерегулярное движение угольной пыли на поверхности спирта, и, следовательно, может называться первооткрывателем того, что стало известно как Броуновское движение.
В 1769 году Ингенхауз был принят в члены Королевского научного общества в Лондоне.

## Награды
- Бейкеровская лекция (1778, 1779)

## Печатные труды
- Expériences sur les végétaux (1779, фр. пер. 1780)
- Nouvelles expériences et observations sur divers objets de physique (фр. пер. 1785)
- много статей в Transactions philosophiques.